# Хрватски дом (Сомбор)
Хрватски дом је здање Хрватског културно-уметничког друштва "Владимир Назор" из Сомбора. То је удружење грађана хрватске и буњевачке народности, настављач традиције друштва "Буњевачко коло" које је у Сомбору основано 1921. године, затим промењеног назива у Хрватско културно друштво - "Мирољуб" од 1936. године, па до данас када носи назив  Хрватско културно-уметничко друштво "Владимир Назор". Налази се на Венцу војводе Радомира Путника у Сомбору, у Западнобачком округу.

## Историјат
Хрватско културно друштво - "Мирољуб", је настало 6. децембра 1936. године, након раскола унутар "Буњевачког кола" из 1921. године Како новоосновано Хрватско културно друштво - "Мирољуб" није имало сопствене просторије за рад, покренута је активност да се што пре изађе из Дома свете Цецилије на Венцу војводе Радомира Путника у којој су држане прве седнице Управнога одбора Друштва.
Управни одбор је позајмљеним средствима од приватног предузетника Грге Вуковића, и сакупљеним бројним мањим неповратним прилозима чланова Друштва, купило зграду у Улици Василија Ковачића бр. 2.
Исте године када је купљена зграда почела је њена адаптација, њено унутрашње и спољашње уређење.
Како је Друштво увећавало своје чланство и непрестано ширило активности указала се потреба за већом зградом са бројнијим просторијама него што су биле у старој згради. Године 1946, 21. јула Управни одбор покренуо је иницијативу за градњу новога дома на месту старе зграде, према пројекту који је израдио инжињер Базлер.
Одлуком Градског народног одбора у мају 1948. године, добија просторије у згради пиваре "Авала", на Венцу војводе Радомира Путника, у које усељава августа исте године.
Већ до тада је Друштво разгранало своју делатност, увећало и ангажовало чланство, у разноврсним секцијама, а посебно кроз добровољне радове на адаптацији и доградњи свог Дома: велике сале, балкона, спрата.
24. априла 1949. године Друштво је изменило свој назив и од тада се зове: Хрватско културно просвјетно друштво "Владимир Назор" по хрватском песнику Владимиру Назору. Крајем 1951. године завршена је изградња велике дворане на месту ледаре, а осам година касније, 1959. године довршени су балкон и дограђен спрат. У таквом стању је Дом и данас.

## О здању
Првибитна зграда од ајнфорт капије према десном суседу подигнута је у другој половини 19. века. После изградње здања Препарандије 1895. године на суседној левој парцели, зграда је дозидана, добила је садашњи облик основе, а цео објекат постао је спратни. Стара архитектура објекта имала је еклектичко обележје. У згради се налазило седиште пиваре "Авала". 
После Другог светског рата 1948. године, одлуком Градског народног одбора, тада Хрватски просветни дом, (назив промењен после Другог светског рата), добио је ову, већу зграду у замену за мању у којој су до тада били. Нови дом Друштва је тада назван Хрватски дом.
Зграда је пуних 17 година обнављана и прилагођена садашњој функционалности. Фасада је "модернизована ", у стилу социјалистичке изградње тога времена, када је уклоњен сав фасадни декоративни украс који је обележаво стил архитектуре првобитног објекта.

## Галерија
- Хрватски дом
- Хрватски дом
- Хрватски дом
- Хрватски дом
- Хрватски дом
- Табла са натписом на улазу у зграду